# Hans Walter (Ruderer)
Hans Walter (* 9. August 1889; † 14. Januar 1967) war ein Schweizer Ruderer und zweifacher Olympiasieger.

## Werdegang
Bei den Olympischen Sommerspielen 1920 in Antwerpen gewann er im Vierer mit Steuermann die Goldmedaille. Im Achter schied die Schweizer Mannschaft bereits in der ersten Runde aus.
An den Olympischen Sommerspielen 1924 in Paris gewann er wiederum die Goldmedaille im Vierer mit Steuermann, und im Vierer ohne Steuermann holten die Schweizer zudem die Bronzemedaille hinter Grossbritannien und Kanada.
Walter war Mitglied in der Ruder-Sektion des Grasshopper Clubs Zürich. 